# Paranisopodus paradoxus
Paranisopodus paradoxus är en skalbaggsart som beskrevs av Monné och Martins 1976. Paranisopodus paradoxus ingår i släktet Paranisopodus och familjen långhorningar. Inga underarter finns listade i Catalogue of Life.